# Georgia Hejduková
Georgia Hejduková (* 13. března 2000 Praha) je česká politička, bývalá předsedkyně Mladého Pirátstva, občanská aktivistka a bloggerka. Věnuje se problematice duševního zdraví, svobodě slova, ochraně soukromí a propagaci politiky mezi mladými lidmi.

## Studium a kariéra
Během středoškolského studia byla dvakrát nominována mezi Top 25 středoškoláků roku. V roce 2020 ji magazín Euro vybral mezi dvacítku nejtalentovanějších mladých Čechů a Češek Euro 20 pod 20.
V současné době[kdy?] studuje právo a právní vědu na Právnické fakultě Univerzity Karlovy. Začala pracovat jako rešeršistka Frank Bold na projektu Rekonstrukce státu.

## Aktivismus a politické angažmá
Působila v České středoškolské unii a Amnesty International, kde se účastnila projektu Živé knížky. Založila projekt Zastavme šikanu, který vedla do roku 2020.
V květnu roku 2021 kritizovala prezidenta republiky Miloše Zemana za jeho výroky, kdy pronesl v pořadu Partie na TV Prima výrok, že "transgender lidé jsou mu bytostně odporní". Dlouhodobě kritizuje postavení transgender lidí v ČR.
V lednu roku 2021 byla zvolena do funkce předsedkyně Mladých Pirátů. Organizace se dne 15. března 2021 přejmenovala na Mladé Pirátstvo. Hejduková jakožto předsedkyně organizace kvůli tomu čelila útokům na sociálních sítích.
Po zvolení Zdeňka Hřiba předsedou Pirátů v listopadu 2024 se rozhodla ukončit své členství ve straně.

## Osobní život
Od svých 17 let procházela procesem tranzice, krátce před 18. narozeninami dosáhla změny jména.  Otevřeně se hlásí k alkoholové abstinenci.